# Tommaso Bernetti
Tommaso Bernetti (Fermo, 20 dicembre 1779 – Fermo, 21 marzo 1852) è stato un cardinale italiano, Cardinal Segretario di Stato dal 1828 al 1829 e dal 1831 al 1836.

## Biografia
Nacque a Fermo il 20 dicembre 1779. Figlio del conte Salvatore Bernetti e della contessa Giuditta Brancadoro e nipote del cardinale Cesare Brancadoro.
Studiò legge e letteratura all'Università di Fermo, quindi andò a Roma dove il 21 febbraio 1801 ricevette la tonsura ecclesiastica. Fu aiutante dello studio legale di Vincenzo Bartolucci e segretario di Dionisio Bardaxí y Azara, auditore della Sacra Rota e futuro cardinale.
Si trasferì a Parigi, più tardi a Reims e infine a Fontainebleau con suo zio, il cardinale Brancadoro, quando i francesi invasero Roma nel 1809 e il cardinale fu costretto ad andare in esilio.

### L'attività diplomatica al servizio della Santa Sede
Il 24 giugno 1813 fu inviato in missione segreta da papa Pio VII presso l'imperatore d'Austria Francesco I.
Nel 1814 tornò a Roma con suo zio e il 3 maggio 1815 fu nominato prelato e delegato apostolico straordinario delle province di Macerata, Fermo, Ascoli e del ducato di Camerino, carica che rivestì fino al ristabilimento del governo papale nel luglio 1815.
Fu incaricato della negoziazione per il ritiro di Gioacchino Murat dopo che i francesi furono sconfitti dagli austriaci nel 1815 e quindi fu nominato prolegato a Ferrara dal 6 luglio 1815 al 6 settembre 1816.
Il 7 giugno 1820 fu scelto come governatore di Roma e vicecamerlengo di Santa Romana Chiesa, incarichi che svolse fino al 1826.
È storicamente accertato che la pena capitale, eseguita nel novembre del 1825, dei due carbonari, Angelo Targhini e Leonida Montanari, i quali avevano tentato di uccidere un carbonaro pentito, fu irrogata dall'allora governatore di Roma, Mons. Tommaso Bernetti.
Fu poi ambasciatore straordinario in occasione dell'incoronazione dello zar Nicola I di Russia nel 1826, anno in cui lasciò Roma e si unì al cardinal Tommaso Arezzo a Ferrara. Si incontrò con il principe Klemens von Metternich a Vienna e fu ricevuto dallo zar in agosto. Al ritorno si recò a Parigi, fu ricevuto dal re Carlo X di Francia e ricevette la notizia della sua elezione a cardinale da parte di papa Leone XII nel concistoro del 2 ottobre 1826, carica che inizialmente rifiutò.
Tornò a Roma il 27 gennaio 1827. Il 23 maggio ricevette la berretta cardinalizia e il 25 giugno 1827 fu insignito della diaconia di San Cesareo in Palatio. All'epoca non aveva ancora ricevuto gli ordini sacri e ottenne dal papa successive dispense per differire l'ordinazione.
Fu Cardinal Segretario di Stato dal 17 giugno 1828 fino al 10 febbraio 1829 e pro-segretario di Stato dal 1831 al 1836 sotto papa Gregorio XVI.
Nominato plenipotenziario della Santa Sede nel maggio 1838 (insieme a mons. Pier Filippo Boatti, segretario dei confini), fu incaricato di concludere un accordo con i rappresentanti del Regno delle Due Sicilie per tracciare la frontiera fra tale regno e lo Stato Pontificio.
Nel 1839 fu ordinato presbitero da suo fratello Alessandro Bernetti, vescovo di Recanati e Loreto. Nel 1841 venne nominato membro della congregazione per la ricostruzione della basilica di San Paolo fuori le mura.
Nel conclave del 1846 l'imperatore d'Austria esercitò nei confronti del cardinale Bernetti il diritto di veto.
Fu Vicecancelliere di Santa Romana Chiesa e sommista delle lettere apostoliche fino alla morte e optò per il titolo cardinalizio di San Lorenzo in Damaso, proprio del suo ufficio.
Cercò rifugio a Sant'Elpidio in seguito all'assassinio di Pellegrino Rossi e raggiunse Papa Pio IX a Gaeta nel 1848.
Tornò infine a Fermo nel 1849, dove restò fino alla morte, il 21 marzo 1852 all'età di 72 anni. Il suo corpo fu sepolto nella tomba di famiglia nel duomo della città.